# Daria Leu
Daria Leu (* 28. Januar 2003) ist eine Schweizer Unihockeyspielerin, welche beim Nationalliga-A-Verein Red Ants Winterthur unter Vertrag steht.

## Karriere
Leu stammt aus dem Nachwuchs des UHC Waldkirch-St. Gallen und debütierte 2019 in der Nationalliga B für den UHC Waldkirch-St. Gallen. Nachdem sie 2019/20 sowie 2020/21 mit einer Doppellizenz sowohl für den UHC Waldkirch-St. Gallen als auch für die Red Lions Frauenfeld absolvierte, wechselte sie im Sommer 2021 definitiv zu den Thurgauerinnen.